# Выход хлеба
Выход хлеба (или выход муки) — это количество хлеба в килограммах получаемого из 100 кг муки и другого дополнительного сырья в соответствии с утверждённой рецептурой. Другими словами, под выходом понимается масса готовых изделий, выраженная в процентах к массе израсходованной муки.
Выход хлеба выражает процентное отношение массы произведенного остывшего хлеба к массе фактически израсходованной для этого муки в соответствии с утвержденной рецептурой и технологическим режимом производства.
Под нормой выхода подразумевают минимально допустимый выход. Нормы выхода хлеба устанавливаются на муку с определенной «базисной» влажностью. Базисная влажность муки равна 14,5 %.
Выход хлеба зависит от силы муки. Чем сильнее пшеничная мука, тем больше воды допускается вносить в тесто для получения наибольшего объема. В тесто, приготовленное из слабой муки, нельзя вливать много воды, поэтому и выход хлеба получается меньше.
Выход продукции зависит от многих факторов: рецептуры изделия, способа тестоприготовления, хлебопекарных свойств муки, влажности теста, массы тестовой заготовки, способа выпечки (на поду, в формах и др.). При расчете выхода хлебобулочных изделий учитывают массу муки и дополнительного сырья, технологические затраты и потери.

## Схема расчета выхода хлеба
Выход хлеба зависит от выхода теста, от потерь и от влажности муки.
{\displaystyle Q_{X}=Q_{T}-L,}
где {\displaystyle Q_{X}-} это выход хлеба в кг, {\displaystyle Q_{T}-} это выход теста в кг и {\displaystyle L-} это потери.
Так как выход устанавливается на базисную влажность, то после измерения фактической влажности муки {\displaystyle W_{M}} необходимо определить норму выхода хлеба по формуле
{\displaystyle Q={\frac {Q_{X}\cdot 100}{100-(14.5-W_{M})}}}
Выход теста определяется следующим образом
{\displaystyle Q_{T}=M_{C}\cdot {\frac {100-W_{C}}{100-W_{T}}},}
где {\displaystyle M_{C}-} это масса сырья в кг, {\displaystyle W_{C}-} это средневзвешенная влажность сырья в процентах и {\displaystyle W_{T}-} это влажность теста в процентах.
Влажность теста определяют опытным путем. Средневзвешенная влажность сырья определяется по формуле
{\displaystyle W_{C}={\frac {M_{M}\cdot W_{M}+M_{1}\cdot W_{1}+...+M_{N}\cdot W_{N}}{M_{C}}},}
где {\displaystyle M_{M}} и {\displaystyle W_{M}-} это масса муки и влажность муки, {\displaystyle M_{1}} и {\displaystyle W_{1}-} это масса и влажность первого компонента рецептуры и {\displaystyle M_{N}} и {\displaystyle W_{N}-} это масса и влажность последнего компонента рецептуры.

## Определение выхода хлеба опытным путем
Для того, чтобы определить выход хлеба экспериментальный путем, производят пробную выпечку. При выпечке точно учитывают расход муки, расход дополнительного сырья и фиксируют массу полученного хлеба. Количество готовых изделий учитывают двумя методами: путем взвешивания всех буханок хлеба, а также по количеству штук изделий, умноженных на массу одной штуки.
Выход хлеба при пробной выпечке вычисляют по формуле
{\displaystyle Q_{X}={\frac {M_{X}\cdot 100}{M_{M}}},}
где {\displaystyle M_{X}-} это масса хлеба, а {\displaystyle M_{M}-} это масса затраченной муки.
Количество пробных выпечек для каждого вида изделий должно быть не менее двух, при условии получения близких результатов. Результаты не должны отличаться более чем на 1 %. Затем определяют фактическую влажность муки {\displaystyle W_{M}} и рассчитывают норму выхода хлеба.

## Влажность муки
Выход хлеба зависит от влажности муки. Чем больше влаги в муке, тем хуже выход. Чтобы определить влажность муки, надо взять, например, 5 грамм муки и высушить её в течение 5 минут. Далее, влажность рассчитывается по формуле
{\displaystyle W={\frac {(5-M_{dry})\cdot 100}{5}}}
где {\displaystyle M_{dry}} это масса в граммах сухой муки